# West Allis
West Allis város az USA Wisconsin államában, Milwaukee megyében. Lakosainak száma 60 325 fő (2020. április 1.).

## Népesség
A település népességének változása:

| 2010 | 60 411 |
| 2020 | 60 325 |